# برمک (اسلوهه)
برمک (به آلمانی: Bremke) یک منطقهٔ مسکونی در آلمان است که در اسلوهه واقع شده‌است. برمک ۶۱۵ نفر جمعیت دارد.